# Távolságtranzitív gráf
A matematika, azon belül a gráfelmélet területén egy távolságtranzitív gráf (distance-transitive graph) olyan reguláris gráf, melynek bármely két, i távolságra lévő  v és w csúcsát és ugyanolyan távolságra lévő tetszőleges x és y csúcsút tekintve van olyan automorfizmus, ami v-t  x-be, illetve w-t y-ba viszi. A távolságtranzitív gráfokat elsőként Norman L. Biggs és D. H. Smith definiálták, 1971-ben.
A távolságtranzitív gráfok főleg azért érdekesek, mert nagy automorfizmus-csoporttal rendelkeznek. Egyes érdekes véges csoportok távolságtranzitív gráfok automorfizmus-csoportjaként állnak elő, főleg azok, melyek 2 átmérőjűek.

## Példák
Néhány példa távolságtranzitív gráfcsaládokra:
- A Johnson-gráfok.
- A Grassmann-gráfok.
- A Hamming-gráfok (benne a hiperkockagráfok, teljes gráfok, négyzetes bástyagráfok)
- hajtott kockagráfok (folded cube graphs).

## A távolságtranzitív gráfok osztályozása

A legnagyobb 3-reguláris távolságtranzitív gráf, a Biggs–Smith-gráf.

Az összes, 13-nál nem nagyobb fokszámú véges távolságtranzitív gráf ismert, de a nagyobb fokszámú gráfok osztályozása még nyitott kérdés.
Ezek közül 1971-es bemutatásuk után elsőként Biggs és Smith mutatták meg, hogy csak 12 véges 3-reguláris távolságtranzitív gráf létezik. Ezek a következők:
| Gráf neve              | Csúcsok száma | Átmérő | Girth | Metszési tömb                     |
| ---------------------- | ------------- | ------ | ----- | --------------------------------- |
| K4 teljes gráf         | 4             | 1      | 3     | {3;1}                             |
| K3,3 teljes páros gráf | 6             | 2      | 4     | {3,2;1,3}                         |
| Petersen-gráf          | 10            | 2      | 5     | {3,2;1,1}                         |
| kockagráf              | 8             | 3      | 4     | {3,2,1;1,2,3}                     |
| Heawood-gráf           | 14            | 3      | 6     | {3,2,2;1,1,3}                     |
| Papposz-gráf           | 18            | 4      | 6     | {3,2,2,1;1,1,2,3}                 |
| Coxeter-gráf           | 28            | 4      | 7     | {3,2,2,1;1,1,1,2}                 |
| Tutte–Coxeter-gráf     | 30            | 4      | 8     | {3,2,2,2;1,1,1,3}                 |
| dodekaédergráf         | 20            | 5      | 5     | {3,2,1,1,1;1,1,1,2,3}             |
| Desargues-gráf         | 20            | 5      | 6     | {3,2,2,1,1;1,1,2,2,3}             |
| Biggs–Smith-gráf       | 102           | 7      | 9     | {3,2,2,2,1,1,1;1,1,1,1,1,1,3}     |
| Foster-gráf            | 90            | 8      | 10    | {3,2,2,2,2,1,1,1;1,1,1,1,2,2,2,3} |

## Távolságreguláris gráfokkal való kapcsolata
Minden távolságtranzitív gráf távolságreguláris (azok általánosításai), de fordítva nem feltétlenül van így.
1969-ben egy Georgij Adelson-Velszkij vezetésével működő orosz munkacsoport kimutatta, hogy léteznek olyan távolságreguláris gráfok, melyek nem távolságtranzitívak. A legkisebb ilyen tulajdonságú gráf a Shrikhande-gráf, a 3-reguláris gráfok közül pedig az egyetlen a 126 csúcsból álló Tutte 12-cage. 

## Fordítás
- Ez a szócikk részben vagy egészben a Distance-transitive graph című angol Wikipédia-szócikk ezen változatának fordításán alapul.  Az eredeti cikk szerkesztőit annak laptörténete sorolja fel. Ez a jelzés csupán a megfogalmazás eredetét és a szerzői jogokat jelzi, nem szolgál a cikkben szereplő információk forrásmegjelöléseként.